# C6orf203
C6orf203 (англ. Chromosome 6 open reading frame 203) – білок, який кодується однойменним геном, розташованим у людей на 6-й хромосомі. Довжина поліпептидного ланцюга білка становить 240 амінокислот, а молекулярна маса — 27 941.
| 10         |  | 20         |  | 30         |  | 40         |  | 50         |
| ---------- |  | ---------- |  | ---------- |  | ---------- |  | ---------- |
| MAMASVKLLA |  | GVLRKPDAWI |  | GLWGVLRGTP |  | SSYKLCTSWN |  | RYLYFSSTKL |
| RAPNYKTLFY |  | NIFSLRLPGL |  | LLSPECIFPF |  | SVRLKSNIRS |  | TKSTKKSLQK |
| VDEEDSDEES |  | HHDEMSEQEE |  | ELEDDPTVVK |  | NYKDLEKAVQ |  | SFRYDVVLKT |
| GLDIGRNKVE |  | DAFYKGELRL |  | NEEKLWKKSR |  | TVKVGDTLDL |  | LIGEDKEAGT |
| ETVMRILLKK |  | VFEEKTESEK |  | YRVVLRRWKS |  | LKLPKKRMSK |  |            |

A: Аланін

C: Цистеїн

D: Аспарагінова кислота

E: Глутамінова кислота

F: Фенілаланін

G: Гліцин

H: Гістидин

I: Ізолейцин

K: Лізин

L: Лейцин

M: Метіонін

N: Аспарагін

P: Пролін

Q: Глутамін

R: Аргінін

S: Серин

T: Треонін

V: Валін

W: Триптофан

Кодований геном білок за функцією належить до фосфопротеїнів. 